# Győr-Szabadhegy
Győr-Szabadhegy Győr egyik városrésze. Területe az egykori Szabadhegy, a József Attila lakótelep és Kismegyer valamikori területére terjed ki. Északi határvonala a Győr–Celldömölk és a Győr–Veszprém vasútvonal (ez részben nyugatról is), illetve Adyváros. Nyugatról Marcalváros határolja a Szent Imre úton, délen a városhatár, keleten pedig a 81-es főút.
A Győrt keletről határoló Sokorói-dombság szélső alakulata a kb. húsz méterrel magasabban fekvő szabadhegyi terasz, amelyre a városrész települt.

## Szabadhegy
Már az Árpádok korában kialakultak itt a szőlőbirtokok. Pontosan nem tudni mikortól Győr része, de 1786-ban már említik a város részeként, és Korabinsky geográfiai lexikonja még azt is megemlíti, hogy majorságokból és szőlős birtokokból állt. A hegy lábánál laktak a szőlők gazdái, és az itt dolgozó munkások. A hegyet a legutóbbi időkig szőlő és gyümölcsösök borították. A 20. század elejétől kezdődik a mai családi házas jellegűvé alakulás és ezzel a szőlőskertek megszűnése.
Szabadhegy a 12–13. századtól lakott hely. Már a rómaiak idejében is lakhatták, bár ez nem igazolt. A régi okiratok szerint neve először Szent Mihály, a 12. századtól Szőlős, majd Szabadi volt. Királyi szőlősök, vincellérek lakták. A későbbiekben önálló község, majd Győr birtokává vált, később a városhoz csatolták, de ennek idejéről nincsenek pontos adatok. Még néhány évtizeddel ezelőtt mezőgazdasági település volt, napjainkban a győri városmaggal való összeépülés szemtanúi lehetünk. Falusias jellege eltűnőben van. Egy részén „új” lakótelep épült az 1970-es évek első felében. Altalaja miatt csak 5 szintes lakóházakat emeltek. A nyolcvanas években kísérleti jelleggel egy 55 lakásos kis lakótelepet építettek a Páva utcában. Kétszintes sorházakat, betonpanelekből, de formájában családi házként használhatókat. A kilencvenes években a TV-adótorony (átjátszóállomás) köré, az addig beépítetlen területeken újabb lakótelepet építettek fel, a Szabadi úti lakótelepet. Napjainkban az egykor a Szovjet Hadsereg által raktárként birtokolt területeken új bevásárlóközpontot terveztek és építettek fel.
A tévétorony környékéről vagy a magasabban fekvő házakból illetve teraszaikból tiszta látási viszonyok között a Sokorói-dombság ravazd–ménfőcsanaki vonulata, a Pannonhalmi Bencés Főapátság bazilikájának tornya, illetve szerencsés esetben a Bakony magasabb csúcsai is láthatóak.
Szabadhegy főutcája a József Attila utca. Eddig ezen bonyolódott le a 81-es és 82-es főutakat összekötő forgalom. A 81-es főút új nyomvonalra helyezésével a forgalom részben áttevődött a József Attila úttal párhuzamos Zöld és Erfurti utakra.
A városrészt hat autóbuszjárattal: a 2-es, az 5-ös, a 6-os, a 7-es, a 17-es és a 38-as vonalakon közlekedő városi autóbuszokkal lehet megközelíteni. A városházától számítva ez 7-8  km-es távolság.

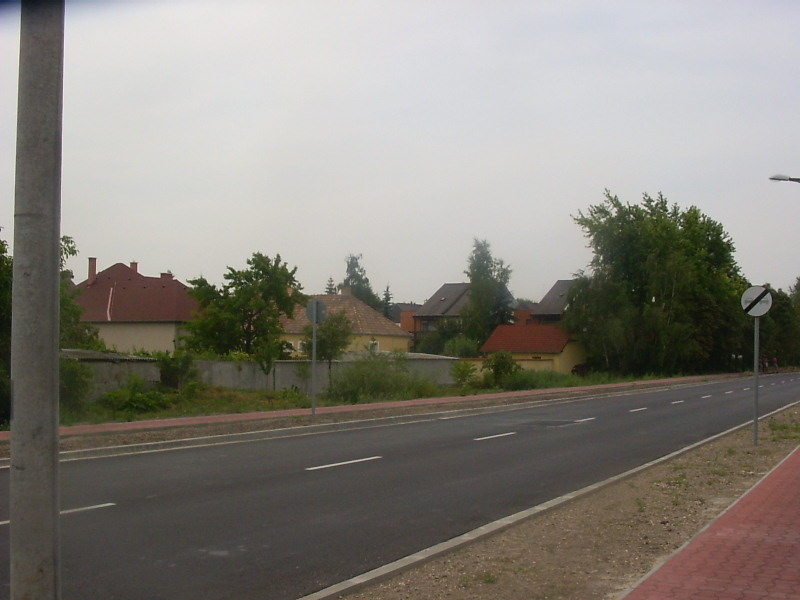
A Zöld utca új szakasza átadás előtt
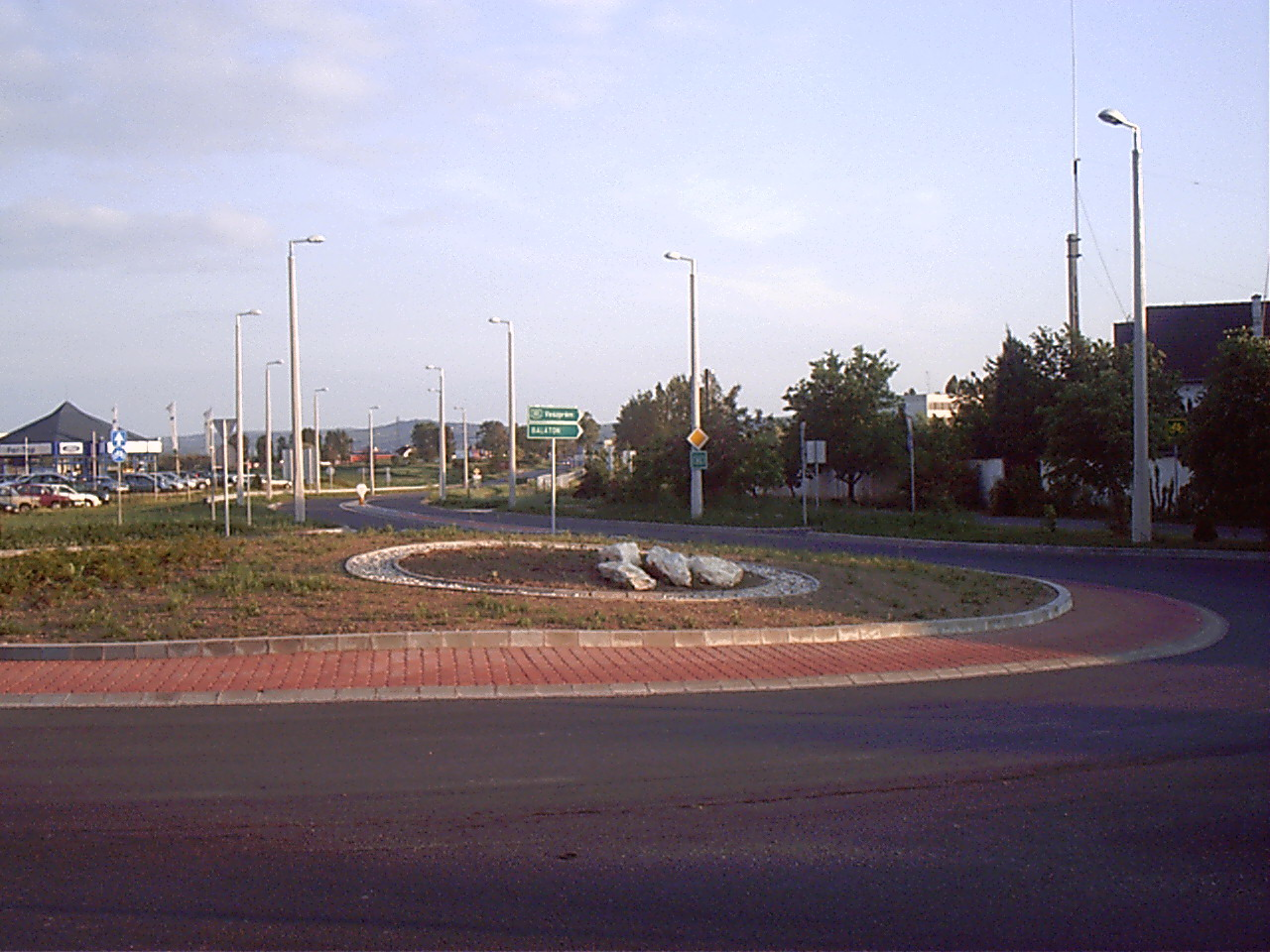
A legdélibb körforgalom a 82-es úton

## József Attila lakótelep

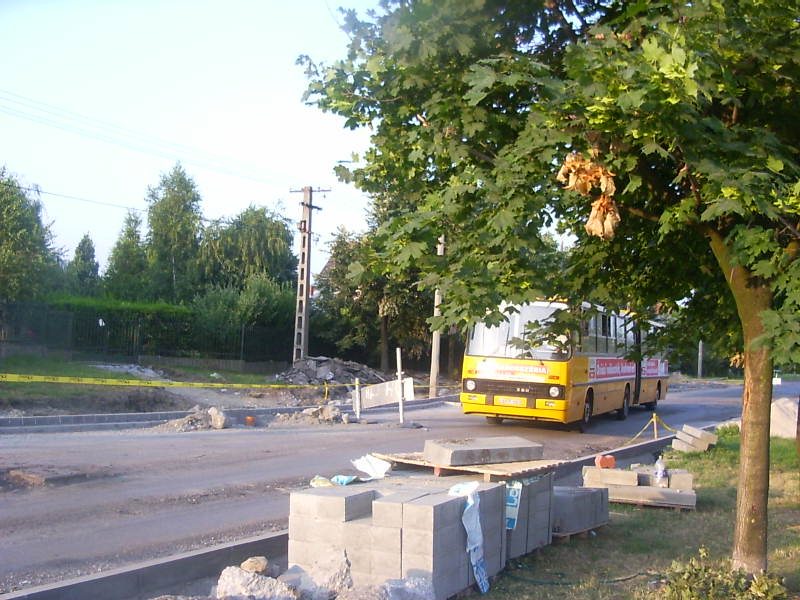
A 2-es autóbusz Zöld utcai „végállomása”

A lakótelepet északon a Győr–Pápa–Celldömölk vasútvonal határolja, keleten a Fehérvári út (a 81-es út bevezető szakasza), délről a Lepke utca. Nyugaton a Vak Bottyán utcában családi házas beépítésbe megy át. A középpontjában településcentrumszerű szerveződés található: posta, ABC, üzletek és magánkereskedések, orvosi rendelő, gyógyszertár található itt. Három nagy befogadóképességű általános iskolája van; az egyiknek 12 osztályos és német nyelvű középiskolai képzése is van.
A lakótelepet az Ős-Rába hajdani vizenyős területén, Nádorváros és Szabadhegy között építették fel a hetvenes évek közepén. Ma kb. 11 000 fő él a lakóházakban. A lakótelepen 10, 15 illetve 20 perces követési idővel a 2-es autóbusz biztosítja a tömegközlekedést. A lakótelepet családi házas övezet veszi körül. A lakótelepen parkosított területek találhatóak.
A József Attila lakótelep „véletlenül” épült fel 1977-1978 között. Azt mondták az építők, hogy amikor Adyvárossal végeztek Marcalváros beépítési terve nem készült el, de a győri házgyár csak termelte a paneleket. Ekkor szükségmegoldásként hirtelen megtervezték ezt a lakótelepet. A viszonylag szűk területre, a beépítés hatására, ugyanis a város legsűrűbben beépített része épült ki. Az altalaj süppedékessége miatt csak ötszintes épületeket emeltek. Magyarázata az, hogy a területet régen Jáki-laposnak nevezték, mert a Szabadhegyről lefolyó vizek gyűjtő, mocsaras része volt. Erre emlékeztetnek a házak között lévő tavacskák és a régebbi vízelvezető csatornák nyomai.
Harminc év telt el a lakosság ideköltözése óta. Azóta nagy változások történtek itt. Az első beköltözők fiatal párok voltak, elhalt a gyermekzsivaj, mert felnőtt egy generáció. Ma már ismét fiatalodik. Szükség lenne a környezet felújítására, megújítására. Az eltelt évtizedek leamortizálták az infrastruktúrát, közte a lakótelepi utakat is. A József Attila Kultúrház ma is jól működik.

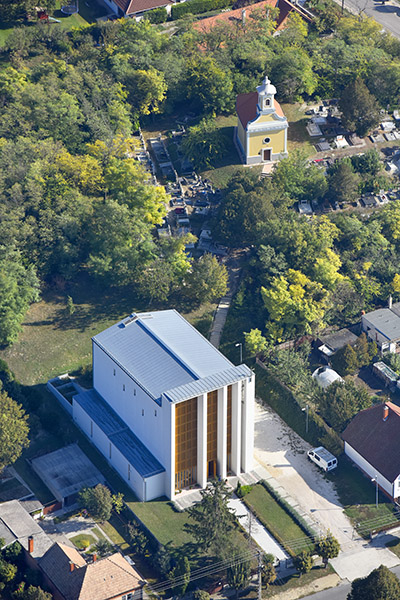
Isteni Irgalmasság temploma (Kismegyer) légi fotón

## Kismegyer
Kismegyer a 82-es főút és a Győrság felé vezető 8222-es út között helyezkedik el. Délkeletnek haladva a Szent Imre úti harmadik körforgalomnál (a legdélebbre lévőnél) letérve a 8222-es útra, Kismegyerre érünk. A török idők után alig lakott puszta volt. Földesura a pannonhalmi főapát volt, majd a 19. század végétől Győrszentivánhoz tartozott. Győr városához 1954-ben csatolták. Látnivalói közé tartozik a temetőkápolna és az 1809-es győri csata (kismegyeri csata) emlékműve.
A temető helyén a 17. században Győr várának egyik előretolt védelmi és megfigyelő állása volt, melyet Tarisznyavárnak hívtak. Helyén a 18. században épült a temetőkápolna, később romantikus stílusban építették át.

## Testvértelepülései
- Mártély
- Nagymegyer (Szlovákia)
- Nyúl

## Külső hivatkozások
- http://www.viztorony.hu/h/gyor-sopron-moson/gyor/06b.html
- http://www.metnet.hu/index.php?q=obs&loc=Gy%F5r%20-%20Szabadhegy# Archiválva 2007. szeptember 28-i dátummal a Wayback Machine-ben
- https://web.archive.org/web/20070928123231/http://www.gallup.hu/Gallup/varosok/gyor/kornyek.html
- http://innovacio.gyor.hu/cikk/gyr_nepessegszerkezete.html